# Октябрьский (Усольский район)
Октябрьский — посёлок в Усольском районе Иркутской области России. Входит в состав Раздольинского муниципального образования. Находится примерно в 59 км к юго-западу от районного центра.

## Население
По данным Всероссийской переписи, в 2010 году в посёлке проживало 207 человек (98 мужчин и 109 женщин).